# Pistazien
Die Pistazien (Pistacia) sind eine Pflanzengattung mit etwa zehn bis zwölf Arten aus der Familie der Sumachgewächse (Anacardiaceae). Sie kommen auf der Nordhalbkugel sowohl in Asien als auch in Europa und Amerika vor. Einige Arten werden zur Gewinnung von Pistazien genutzt.

## Merkmale

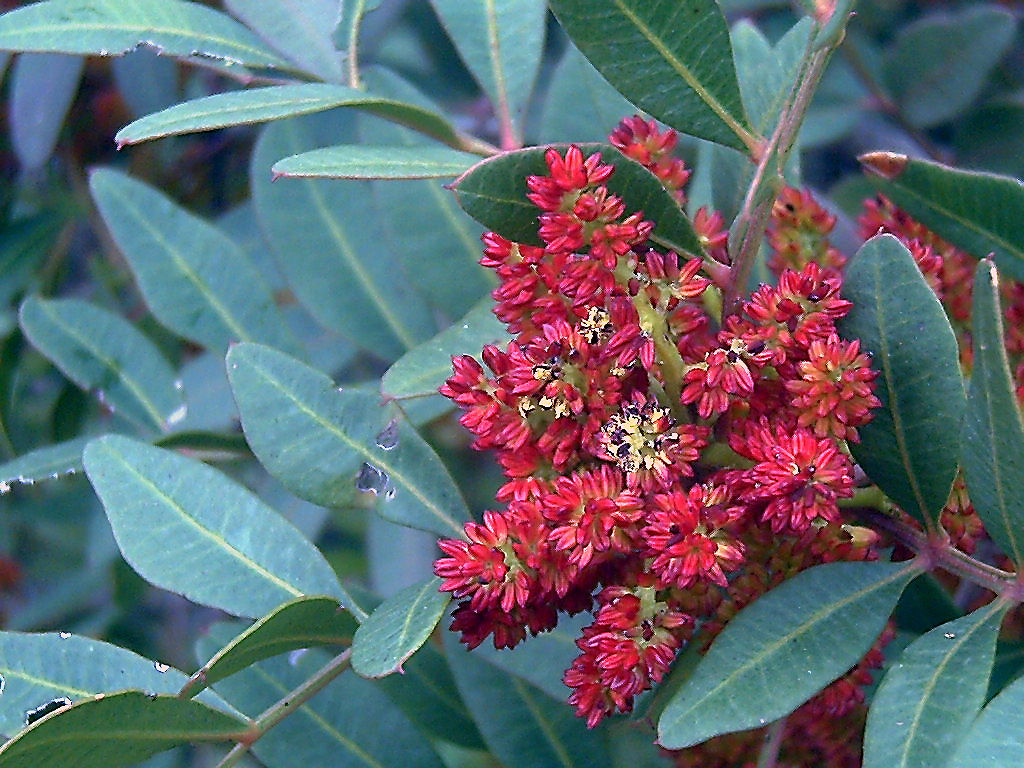
Mastixstrauch (Pistacia lentiscus) in Blüte

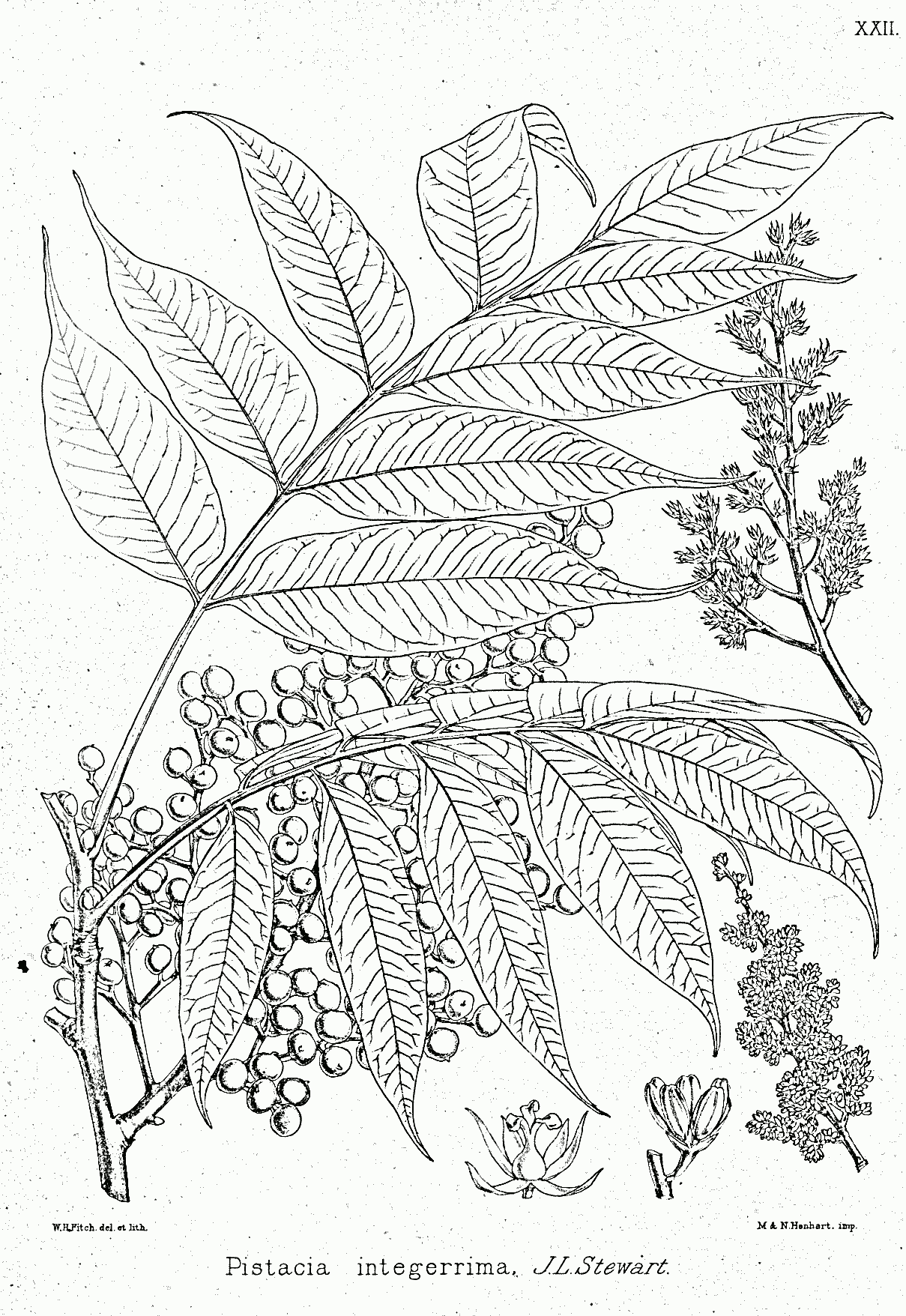
Illustration von Pistacia khinjuk

Die Pistazien-Arten sind Bäume und Sträucher. Die wechselständigen Laubblätter sind in der Regel gefiedert, paarig oder unpaarig, manchmal dreiteilig, selten ungeteilt. Die Blätter oder Blättchen besitzen einen ganzen Rand. Nebenblätter fehlen.
Sie sind meist zweihäusig getrenntgeschlechtig (Diözie), aber selten können einhäusige, monözische Population entstehen, wobei auch zwittrige Blüten vorkommen können. In achselständigen, traubigen oder rispigen Blütenständen stehen viele Blüten zusammen. Die kleinen Blüten sind meist eingeschlechtig. Die männlichen Blüten haben ein einfaches Perianth (auch als Deckblätter gedeutet) ohne Petalen und ein Diskus kann vorhanden sein oder er fehlt, drei bis sechs, selten sieben, Staubblätter mit kurzen Staubfäden und großen, eiförmigen Staubbeuteln und ein reduziertes oder kein Gynözeum. Die von Hochblättern umhüllten weiblichen Blüten enthalten ein zwei- bis fünfteiliges, einfaches Perianth ohne Petalen, der kurze Griffel endet in drei ausgebreiteten Narben, ein Diskus kann vorhanden sein oder er fehlt, Staminodien fehlen meist, der Fruchtknoten ist oberständig, einfächrig mit nur einer Samenanlage.
Es wird eine einsamige Steinfrucht gebildet, die bei Reife rot oder bläulich bis grünlich bis schwarz wird und gepunktet ist. Die Samen besitzen kein Endosperm.

## Verbreitung

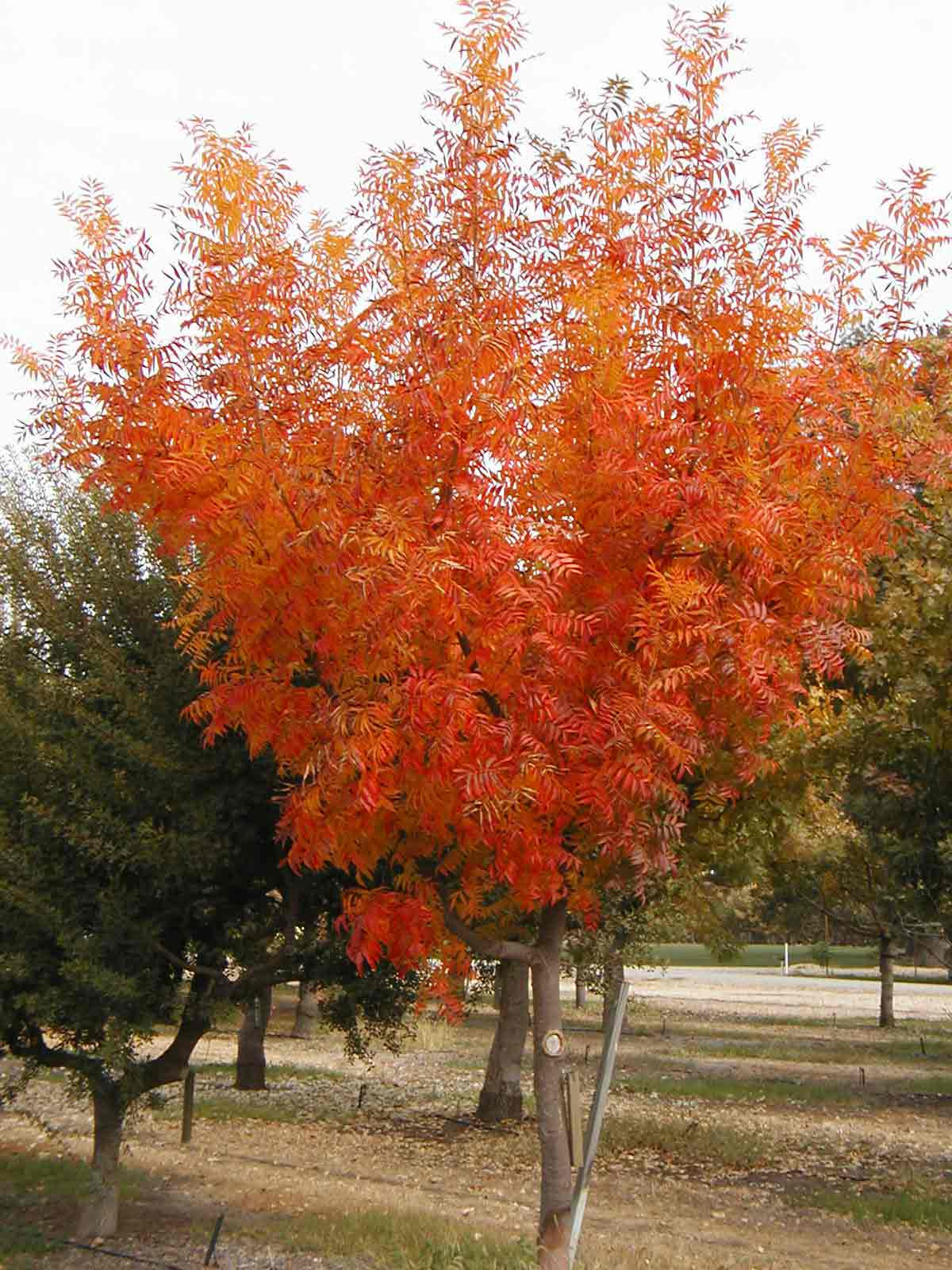
Baum von Pistacia chinensis mit gefiederten Blättern

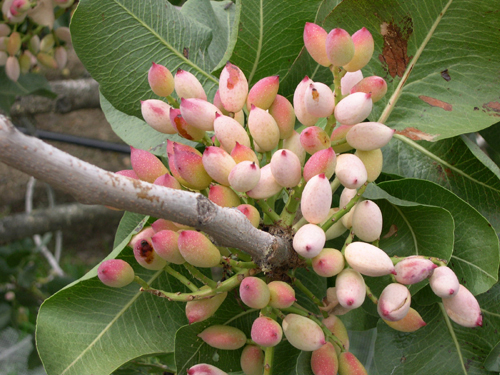
Echte Pistazie (Pistacia vera)

Die Pistazien-Arten kommen im Mittelmeerraum, Südwest- und Ostasien, dem südlichen Nordamerika und in Guatemala vor.

## Systematik
Der Gattungsname Pistacia wurde 1753 von Carl von Linné in Species Plantarum, 2, S. 1025–1026 erstveröffentlicht. Typusart ist Pistacia vera L. Ein Synonym für Pistacia ist Terebinthus Mill.
Es gibt etwa zehn bis zwölf Pistacia-Arten:
- Pistacia aethiopica Kokwaro: Diese Art ist in Äthiopien, Kenia, Somalia, Tansania, Uganda und im Jemen beheimatet.[6]
- Atlantische Pistazie, Terebinthe oder Atlantische Terebinthe (Pistacia atlantica Desf.): Die Heimat ist der Mittelmeerraum, Kleinasien und der Indische Subkontinent.
- Pistacia chinensis Bunge: Die Heimat ist China, Taiwan und die Philippinen. Das Holz wird zur Möbelherstellung und zur Produktion eines gelben Farbstoffes verwendet.[7]
- Pistacia cucphuongensis T.Ð.Ðai: Es ist ein Endemit in Cuc Phuong und Ninh Binh in Vietnam.[8]
- Pistacia eurycarpa Yalt.: Die Heimat reicht von Kleinasien bis Afghanistan.
- Pistacia integerrima J.L.Stewart: Die Heimat reicht von Afghanistan und Myanmar bis zum Indischen Subkontinent.
- Pistacia khinjuk Stocks: Die Heimat reicht von Ägypten über Kleinasien und Afghanistan bis zum Indischen Subkontinent.
- Mastixstrauch, Wilde Pistazie (Pistacia lentiscus L.): Nutzpflanze für ein Naturharz, Mittelmeerraum.
- Pistacia mexicana Kunth: Die Heimat ist Guatemala und Mexiko.[9]
- Terpentin-Pistazie (Pistacia terebinthus L.)
- Pistacia texana Swingle: Die Heimat ist Texas und die nördlichen mexikanischen Bundesstaaten: Coahuila, Nuevo León, Tamaulipas.
- Echte Pistazie (Pistacia vera L.): Die klassische Speisepflanze, ursprünglich Vorder- und Zentralasien
- Pistacia weinmanniifolia J.Poiss. ex Franch.: Die Heimat ist Malaysia, Vietnam, Myanmar, China.[10]

Dazu die Hybride:
- Pistacia × saportae Burnat = Pistacia lentiscus × Pistacia terebinthus: Es ist eine Naturhybride, die im Mittelmeerraum beheimatet ist.

## Holz
Das äußerst attraktive hell-dunkel gefärbte, harte und schwere, aber gut bearbeitbare Holz von Pistacia vera wird in der Drechslerei und im Kunsthandwerk sehr geschätzt. Vor allem Messergriffe werden daraus gefertigt.

## Weiterführende Literatur
- S. Kafkas, R. Perl-Treves: Interspecific relationships in Pistacia based on RAPD fingerprinting. In: HortScience. 37, 2002, S. 168–171.